# Regione di Couva-Tabaquite-Talparo
La regione di Couva-Tabaquite-Talparo () è una regione di Trinidad e Tobago. Il capoluogo è Couva. 
Include i centri abitati di Claxton Bay, Couva, Point Lisas, Saint Mary's, Tabaquite e Talparo.